# Sussaba erema
Sussaba erema är en stekelart som beskrevs av Setsuya Momoi 1973. Sussaba erema ingår i släktet Sussaba och familjen brokparasitsteklar. Inga underarter finns listade i Catalogue of Life.